# Ядерне горіння кремнію
Горіння кремнію — дуже короткий астрофізичний процес, послідовність реакцій ядерного синтезу, що відбувається в зорях масою від 8 до 11 мас Сонця. Спалювання кремнію — остання стадія нуклеосинтезу в масивних зорях перед тим, як у них закінчується паливо, що забезпечує їм тривале перебування на головній послідовності діаграми Герцшпрунга-Расселла. Це процес набирає силу після завершення процесів згорання водню, гелію, вуглецю, неону й кисню.
Ядерне горіння кремнію починається тоді, коли гравітаційне стиснення підіймає температуру зоряної серцевини до 2,7-3,5 млрд кельвінів. Точне значення температури залежить від маси зорі. Коли фаза згорання кремнію завершується, жоден інший процес ядерного синтезу стає неможливим. Зоря катастрофічно колапсує й може вибухнути як наднова типу II.

## Послідовність синтезу та фотодезинтеграції кремнію
Після завершення процесу горіння кисню серцевина зорі складається переважно з кремнію та сірки. Якщо маса зорі достатньо велика, зоря продовжує стискуватися, доки температура не досягне діалазону 2,7-3,5 ГК (230-300 кеВ). За такої температури кремній та інші елементи можуть фотодезинтегрувати, викидаючи протон або альфа-частинку. Горіння кремнію наступає після фотодезинтеграції. Починається утворення нових елементів додаванням однієї з таких вивільнених альфа-частинок в наступній послідовності (фотовикидання альфа-частинок не наведено):  
28Si + 4He -> 32S
32S + 4He -> 36Ar
36Ar + 4He -> 40Ca
40Ca + 4He -> 44Ti
44Ti + 4He -> 48Cr
48Cr + 4He -> 52Fe
52Fe + 4He -> 56Ni
Горіння кремнію триває приблизно день, доки його не наздоганяє ударна хвиля, що починається з колапсом центру зорі. Тоді, зі зростанням температури, горіння прискорюється й припиняється тільки тоді, коли ланцюжок реакцій не доходить до нікелю-56 або тоді, коли наднова вибухає й викидає речовину, що охолоджує її. Зоря більше не може вивільняти енергію завдяки синтезу, оскільки ядро з 56 нуклонів має серед всіх елементів в ланцюжку альфа-реакцій найменшу масу на нуклон. Нікель-56 розпадається швидше, ніж за хвилину, тож зоря втрачає останнє джерело енергії і через кілька хвилин вибухає. 
Упродовж фази стиснення потенціальна енергія гравітації нагріває надра зорі до 5 ГК (430 еВ), і це сповільнює стиснення. Однак, оскільки реації ядерного синтезу більше не генерують тепло, стиснення врешті-решт прискорюється й зоря колапсує за кілька секунд. Її центр перетворюється в нейтронну зірку або, якщо дозволяє маса, в чорну діру. Зовнішні шари зорі розлітаються в усі боки внаслідок вибуху наднової типу II, що триває від кількох днів до кількох місяців. Наднова викидає великий потік нейтронів, що приблизно за секунду можуть синтезувати половину елементів у Всесвіті, важчих за залізо завдяки r-процесу.

Крива енергії зв'язку

## Енергія зв'язку
На рисунку показано енергію зв'язку в розрахунку на нуклон для різних елементів. Як видно, легкі елементи на кшталт водню вивільняють велику кількість енергії, зв'язуючись із утворенням важчих елементів. Такий процес називають ядерним синтезом. Важкі елементи, навпаки, вивільняють енергію, ділячись на легші елементи. Цей процес називають поділом ядра. У зорях швидкі процеси нуклеосинтезу проходять завдяки приєднанню до інших елементів ядер гелію (альфа-частинок). Хоча ядра з 58-а та 62-а нуклонами (залізо та нікель) мають найбільшу енергію зв'язку на нуклон, перетворення нікелю-56 (14 альфа-частинок) в цинк-60 (15 альфа-частинок) зменшує енергію зв'язку й радше поглинає енергію, а не вивільняє її. Відповідно, нікель-56 є останнім продуктом синтезу в надрах масивних зір. Розпад нікелю-56 пояснює велику кількість заліза-56, що спостерігається в метеоритах та в надрах кам'янистих планет.

## Виноски
1. ↑  Woosley, S.; Janka, T. (2006). The physics of core collapse supernovae. arXiv:astro-ph/0601261.
2. 1 2 3  Clayton, Donald D. (1983). Principles of Stellar Evolution and Nucleosynthesis. University of Chicago Press. с. 519–524. ISBN 9780226109534.
3. ↑  Woosley SE, Arnett WD, Clayton DD, "Hydrostatic oxygen burning in stars II. oxygen burning at balanced power", Astrophys. J. 175, 731 (1972)
4. ↑  Donald D. Clayton, Principles of stellar evolution and nucleosynthesis, Chapter 7 (University of Chicago Press 1983)